# Алтунопа
Алтунопа або Алтун-оба (*2-а пол. XI — 4 квітня 1103) — половецький хан з наддніпрянської орди Кай-оба.

## Життєпис
Про його батьків відсутні відомості. Вперше згадується у 1099 році, коли у складі з'єднаних військ під загальною орудою хана Боняка рушив на допомогу Василько і Володарю Ростилавовичам і Давиду Ігоровичу, проти яких рушили угорські війська на чолі із королем Коломаном I. У вирішальній битві під Вягром (інша назва Перемишльська битва) Алтунопа відіграв одну з вирішальних ролей. Він на чолі 50 кіннотників удаваним відступом заманив угорців у пастку, а основні силу руських князів та половців Боняка вдарили з флангів. В результаті Коломан I зазнав нищівної поразки.
Надалі продовжував підтримувати Ростиславовичів. Навесні 1103 року Володимир Мономах разом із великим князем Київським Святополком II Ізяславичем розпочав спільний похід у половецькі степи. На великій раді один з ханів, Урусоба пропонував укласти мир з руськими князями, проте гору взяла думка молодих ханів, серед яких був Алтунопа. В результаті 4 квітня 1103 року в районі річки Сутінь відбулася рішуча битва, в якій половці зазнали поразки, а Алтунопа загинув.